# 圣安多尼圣殿 (布宜诺斯艾利斯)

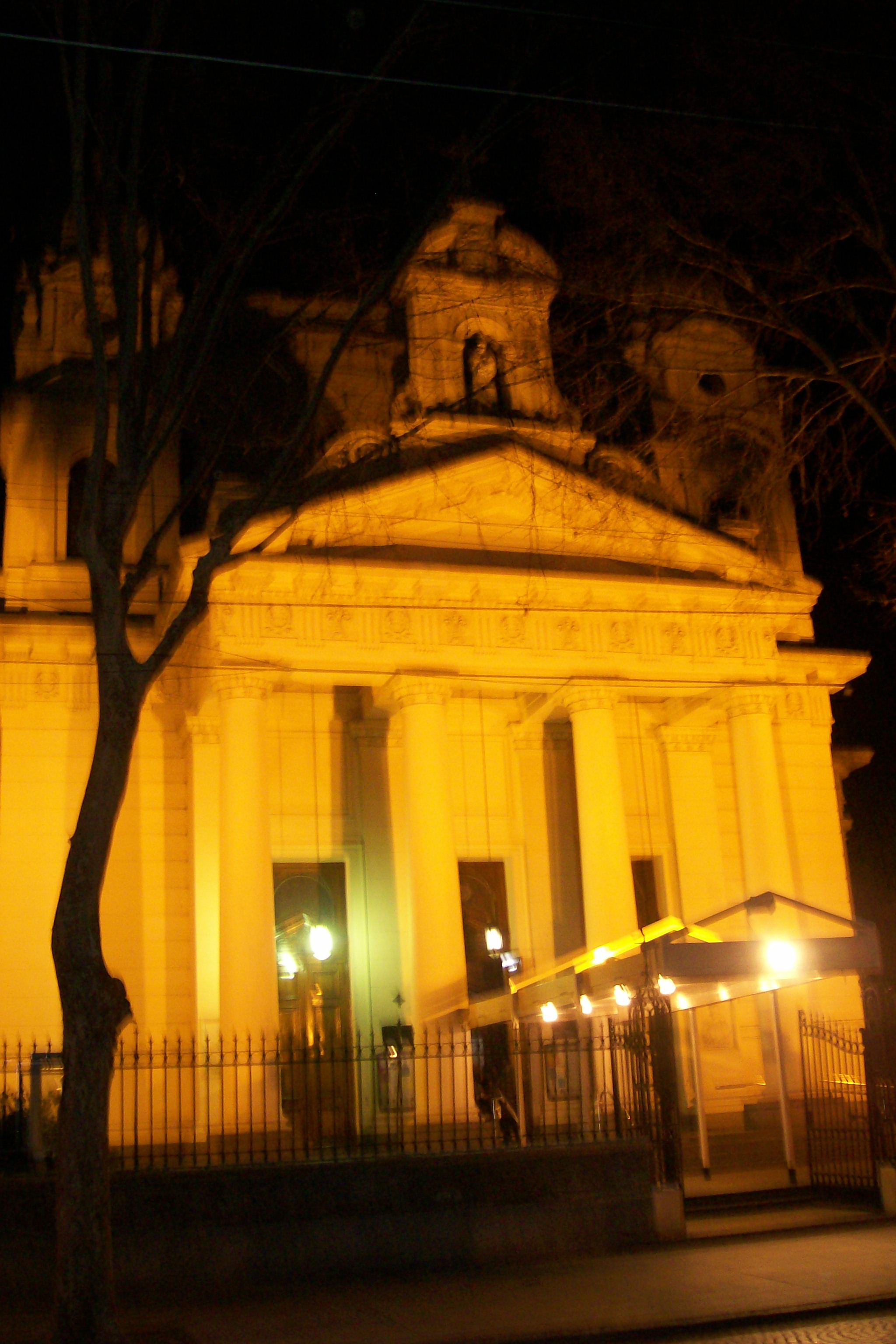
圣安多尼圣殿

圣安多尼圣殿（Basílica menor San Antonio de Padua）是一座罗马天主教宗座圣殿，位于阿根廷布宜诺斯艾利斯Villa Devoto区林肯大道3751号，供奉帕多瓦或里斯本的聖安多尼。 
该教堂祝圣于1928年。1964年7月13日封为宗座圣殿。
1991年，大火烧毁了原来的圆顶，新圆顶落成于1993年6月20日。